# Stužica
Stužica là một khu rừng sồi nguyên sinh độc đáo và không bị tác động nằm ở vùng ngoài của Đông Karpat, thuộc Prešov, Slovakia, trên khu vực biên giới với Ba Lan và Ukraina. Khu rừng được bảo vệ từ năm 1908 và đến năm 1993 khu vực này được nâng cấp thành Khu bảo tồn thiên nhiên quốc gia. Năm 2007, Stužica và một số địa điểm khác trong dãy Karpat bao gồm 6 địa điểm ở Ukraina đã được UNESCO công nhận là Di sản thế giới. Các địa điểm ở Đức được thêm vào như là phần mở rộng vào năm 2011. Hiện nay, di sản "Các khu rừng sồi nguyên sinh trên dãy Carpath và các khu vực khác của châu Âu" trải rộng khắp 17 quốc gia.